# Derecho de Venezuela

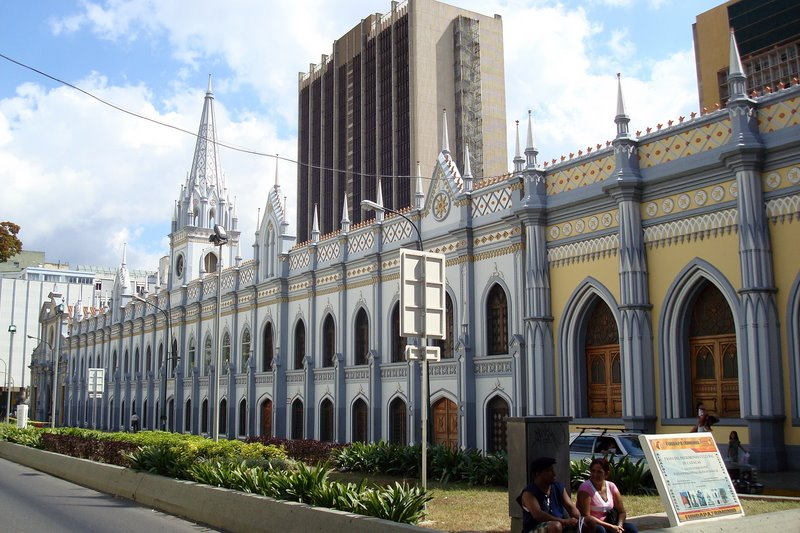
Palacio de las Academias.

El ordenamiento jurídico de Venezuela pertenece a la tradición del derecho continental. Venezuela fue el primer país del mundo en suprimir la pena de muerte para todos los delitos, al hacerlo en 1863.

## Derecho público
La base de la legislación pública de Venezuela, es la Constitución de Venezuela de 1999. La Constitución de 1999 hizo cambios significativos a la separación de poderes. En lugar de los habituales tres poderes del Estado, la nueva República Bolivariana de Venezuela tiene cinco:
1. El poder ejecutivo (la Presidencia).
2. El poder legislativo (la Asamblea Nacional de Venezuela).
3. La rama judicial (poder judicial).
4. El poder electoral
5. Poder ciudadano

El poder electoral está encabezado por el Consejo Nacional Electoral (CNE) y es responsable de la supervisión independiente de todas las elecciones en el país, municipal, estatal y federal. El poder ciudadano está constituido por el defensor del pueblo, el fiscal general y la contraloría general. Es responsable de la representación y defensa de los ciudadanos en sus relaciones con los poderes del estado venezolano. El poder judicial está encabezado por el Tribunal Supremo de Justicia, cuyos 20 jueces ("Magistrados") son elegidos por la Asamblea Nacional por un único período de 12 años.

## Derecho Penal
Hasta 1998, el derecho penal venezolano se regía por el Código de Enjuiciamiento Penal de 1926. Los procedimientos de 1926 "siguieron muchas de las reglas tradicionales de la tradición inquisitiva", con el proceso previo al juicio sustancialmente bajo el control del juez. En el sumario inicial , un juez dirigiría la investigación policial; y después de la detención por parte de la policía, el juez tenía 72 horas para decidir si mantenía detenidos a los sospechosos. En el segundo paso del plenario , el proceso se volvió más contradictorio y los documentos del proceso se pusieron a disposición del acusado, pero el juez aún tenía "amplia discreción para presentar cargos más allá de los descritos en la acusación". El código de 1926 fue establecido por el dictador Juan Vicente Gómez , y representó un cambio sustancial con respecto a los procedimientos de finales del siglo XIX y principios del XX, donde Venezuela tenía juicios por jurado y procedimientos orales en algunos estados. Gómez estandarizó procedimientos legales y suprimió jurados. 
En julio de 1998 se reformó radicalmente el derecho penal de Venezuela, con la sustitución del código de 1926 por el Código Orgánico Procesal Penal. Se abolió la antigua fase sumario secreto y los acusados tenían derecho inmediato a un abogado en el momento del arresto o la acusación. El proceso de acusación e investigación policial ahora estaba controlado por los fiscales en lugar de los jueces, y los sospechosos tenían que ser acusados dentro de las 24 horas. Para delitos más graves, los jurados estarían involucrados. Se aceptó la negociación de culpabilidad y, en algunos casos, los acusados podían evitar el castigo haciendo restitución a sus víctimas. Sin embargo, el paquete radical de reformas, inspirado en parte por el "código liberal, la delincuencia baja y la población encarcelada notablemente pequeña" de Alemania, ignoró la cultura venezolana dominante "en la que la única forma concebible de castigo es la prisión o el castigo corporal". . 
Un año después del nuevo código penal, se formaron comisiones para considerar su revisión. La primera reforma, en marzo de 2000, entre otros cambios restableció el antiguo plazo de 72 horas para la resolución judicial de la prisión. La reforma se presentó como "una defensa necesaria de la sociedad de la criminalidad, lo que implica que el nuevo código no se adapta a la sociedad venezolana y es demasiado indulgente con los delincuentes". Otros cambios en noviembre de 2001 hicieron una cantidad sustancial de cambios que "dejaron muy poco del espíritu original del código de 1998". Se abolieron los juicios con jurado y, entre los cambios, se dio a los fiscales 6 meses para proceder con el juicio o retirar los cargos. Entre 1999-2001 se pospuso una gran proporción de juicios con jurado, ya que aún quedaba por abordar una serie de problemas con el nuevo enfoque del jurado. Sin embargo, otros retrasos contribuyeron más significativamente al aplazamiento. Mientras que el número de jueces penales se duplicó con creces entre 1998 y 2004, el número de fiscales no aumentó sustancialmente, a pesar de la creciente importancia de esta oficina en el sistema legal.  
El Fiscal General de Venezuela estimó 2900 casos por fiscal en 2004, aumentando a 4000 en 2006. En 2012 Venezuela prohibió la tenencia de armas de fuego en lugares públicos. Además, prohibió la venta comercial y la importación privada de armas de fuego y municiones, luego de una consulta pública que mostró un fuerte apoyo a la medida.